# Cacostegania obscurata
Cacostegania obscurata es un género de polilla de la familia Geometridae. Fue descrita por primera vez por William Warren en 1901 y se puede encontrar distribuido en África.